# Ahítófel
Ahítófel Dávid király egyik tanácsosa volt, aki híres volt páratlan bölcsességéről. Absolon lázadása során elárulta Dávidot (Zsoltárok 41:9; 55:12-14) és Absolon mellé állt (2 Sámuel 15:12). 
Válaszként Dávid elküldte barátját, Húsajt Absolonhoz, hogy Ahítófel tanácsai helyett az övéit fogadja meg és meghiúsítsa fia terveit (2 Sámuel 15:31-37). Ahítófel gyors támadást tanácsolt Dávid és csapatai ellen míg azok fáradtak és kimerültek voltak (2 Sámuel 17:1-2), Húsaj szerint viszont "ez egyszer nem jó tanácsot adott Ahítófel" (2 Sámuel 17:7) és azt vetette fel, hogy várjanak inkább addig amíg sikerül egy nagyobb sereget összeállítani a király ellen (2 Sámuel 17:11-13).  Mivel "az Úr úgy rendelte, hogy meghiúsuljon Ahítófel jó tanácsa" (2 Sámuel 17:14), ezért Absolon Húsaj tanácsát fogadta meg. Ahítófel miután látta, hogy az ő jótanácsát nem fogadták meg, Húsaj beavatkozása miatt, feltételezte, hogy a lázadás kudarcba fog fulladni. Ezután elhagyta Absolon táborát. Visszatért Gilóba, szülővárosába, és miután elrendezte földi ügyeit, felakasztotta magát, holttestét pedig atyjainak sírjai közé temették el (2 Sámuel 17:23). 
Egy másik Ahítófel nevezetű férfi kerül megemlítésre Sámuel második könyvében (23:34), akiről azt olvassuk, hogy Elíám apja volt. Mivel Sámuel második könyvében azt olvassuk, hogy Elíám Betsabé apja volt (2 Sámuel 11:3), számos bibliakutató arra következtet, hogy a 2 Sámuel 15-ben szereplő Ahítófel Betsabé nagyapja lehetett.

## A rabbinikus irodalomban
A Talmud Dávid tanácsosát "Bálaámhoz hasonló" embernek írja le, akinek bölcsessége nem alázatáért kapott ajándék volt a mennyből (Num. R. xxii.). Olyan ember volt, aki "vágyakozóan pillantott olyan dolgokra, amik nem voltak az övéi, mindeközben elveszítette azokat a dolgokat, amik az övéi voltak" (Tosef., Soṭah iv. 19). Továbbá, a Mindenható Isten felruházta Ahítófelt a Szent Név (YHWH) isteni erejével. Mivel isteni bölcsességgel rendelkezett a Szent Szellem által, nagy becsben tartották tanácsait (2 Sámuel 16:23, Yer. Sanh. x. 29a, Suk. 53a et seq.).  De mivel visszatartotta misztikus bölcsességét Dávid királytól a veszély órájában, akasztás általi halállal átkozták meg (Tanna debe Eliyahu R. xxxi., Mid. Teh. iii. 7; Ex. R. iv. Mak. 11a). "Ahítófel Izráel házából és a pogány Bálaám a világ két nagy bölcsei voltak, akik bölcsességükkel visszaélve és Istennek hálát nem adva becstelenségben vesztek el. Rájuk a prófétai szó megfelelően illik: 'A bölcs ne dicsekedjen az ő bölcsességével', Jer. ix. 23" (Num. E. xxii.). 
Arról is beszél a Talmud, hogy Dávid uralkodása alatt többször összetűzésbe keveredett Ahítófellel. Rövidesen trónra kerülése után úgy tűnik figyelmen kívül hagyta Ahítófelt a többi hivatalos személlyel szemben. Következtetésképpen, mikor Dávid kétségbe esett az Uzzával történt események után a Frigyláda szállítása közben (2 Sámuel 6:6), Ahítófel gúnyosan a saját bölcseihez küldte őt tanácsért. Később Dávid átka fenyegetése hatására, miszerint aki megoldást tudott a Frigyláda szállításával kapcsolatban és nem árulta azt el, öngyilkosságot kellett elkövetnie, mondta el Ahítófel, hogy szekér helyett emberek vállain kell azt szállítani (Num. R. iv. 20, Yer. Sanh. x. 29a). 

### Ahítófel átka
Ahítófel egy másik alkalommal is szolgált Dávidnak; de mindaddig nem volt hajlandó segíteni, amíg újra meg nem fenyegették az átokkal. A történet szerint Dávid túl mélyre ásta a templom alapjait, amelynek eredményeként a föld legmélyebb vizei feltörtek és majdnem elárasztották a földet. Senki sem tudott megoldással szolgálni, csakis Ahítófel, aki visszatartotta tanácsát abban a reményben, hogy Dávidot elviszi az árvíz. Amikor Dávid ismét figyelmeztette őt az átokról, Ahítófel azt tanácsolta a királynak, hogy dobjon az üregbe egy csempét, rajta az Isten kimondhatatlan nevével. Ekkor a vizek apadni kezdtek. Dávid ismételt átokmondásai, miszerint Ahítófel fel fogja akasztani magát, végül beteljesültek. 
Ahítófel halála nagy veszteséget jelentett Dávidnak; mert bölcsessége annyira nagy volt, hogy maga a Szentírás (II. Sam. xvi. 23.) elkerüli az embernek nevezését és angyalokhoz hasonlítja (Midrash Shocker Tov, 3); az idézett részben a héber ember szót a szövegből kihagyták. (Az előző állítás téves, mivel a 2. Sámuel 16:23-ban az "ember" szó arra utal, aki Isten szavát kéri, nem pedig Ahítófelre. Tehát ennek hiánya semmiképp nem utal Ahítófelre.) Valóban, bölcsessége  az angyalokéval vetekedett (Yer. Sanh. x. 2; YalḲ. II. Sam. § 142). A törvényben való jártassága szintén kiterjedt volt, így Dávid nem habozott "mesternek" nevezni őt (Abot, vi. 2); azt a két dolgot, amelyet Dávid állítólag Ahítófeltől tanult, részletesebben leírja a "Kallah" 16a része (ed. N. Coronel). Ahítófel magatartása azonban irigykedő volt; mindig megpróbálta Dávidot sértő megjegyzésekkel illetni (PesiḲ. ii. 10b; Midr. Teh. iii. 3, és Buber párhuzamos szakaszai, 68. megjegyzés). A törvény tanulmányozása iránti odaadása nem tisztességes motívumokon alapult (Sanh. 106b). Ahítófel harminchárom éves volt, amikor meghalt (lc). Végakarataként figyelmeztette gyermekeit, hogy ne álljanak szembe Dáviddal és a királyi családdal, és ne vegyenek részt vitáikban (Yer. Lc). Ahítófelt azok közé sorolják, akik nem részesülhetnek a jövőbeli világából (Sanh. Xi. 1; BB 147a). LG 

## Keresztény értelmezésben
A keresztény értelmezők gyakran Iskarióti Júdást tekintik Ahítófel utóképének.   Alexander Kirkpatrick a "Cambridge Biblia tudósok és kollégiumok számára" című Biblia kommentárjában Ahítófel öngyilkosságát "az első szándékos öngyilkosságnak" nevezi. 
Ahítófel Dávid elárulását és az azt követő öngyilkosságot Júdás Jézus elárulásának és öngyilkosságának előképének tekintik az evangéliumi beszámolók alapján .(Máté 27:5). A Zsoltárok 41:9 amely úgy tűnik, hogy Ahítófelre utal,  a János 13:18-ban idézve Júdásban teljesül be. 

## Fordítás
- Ez a szócikk részben vagy egészben  az   Ahitophel című angol Wikipédia-szócikk fordításán alapul.  Az eredeti cikk szerkesztőit annak laptörténete sorolja fel. Ez a jelzés csupán a megfogalmazás eredetét és a szerzői jogokat jelzi, nem szolgál a cikkben szereplő információk forrásmegjelöléseként.